# Nephodia aethiopissa
Nephodia aethiopissa är en fjärilsart som beskrevs av Paul Dognin 1892. Nephodia aethiopissa ingår i släktet Nephodia och familjen mätare. Inga underarter finns listade i Catalogue of Life.